# 화장실의 피에타
《화장실의 피에타》(일본어: トイレのピエタ)는 일본의 만화가 테즈카 오사무가 죽기 전 일기 마지막 페이지에 쓴 작품의 구상이다. 또 그것을 원안으로 하는 영화이다.

## 영화
2015년에 공개되었다. 감독은 마츠나가 타이시. 감독인 마츠나가가, 테즈카의 일기를 참고해, 오리지널 스토리로 각본화했다.

### 캐스트

#### 주연
- 소노다 히로시 - 노다 요지로
- 마이 - 스기사키 하나
- 요코타 - 릴리 프랭키

#### 조연
- 사츠키 - 이치카와 사야
- 소노다의 엄마 - 오오타케 시노부 (우정 출연)
- 소노다의 아버지 - 이와마츠 료
- 타쿠토의 엄마 - 미야자와 리에
- 타쿠토 - 사와다 리쿠
- 타케다 - MEGUMI
- 사토 타케루
- 후루타치 칸지
- 모리시타 요시유키

### 스태프
- 감독·각본 - 마츠나가 타이시
- 원안 - 테즈카 오사무
- 원작 - 마츠나가 타이시 《화장실의 피에타》 (분게이슌주 간)
- 주제가 - RADWIMPS 〈피크닉〉 (유니버설 뮤직)
- 음악 - 시게노 마사미치
- 촬영 - 이케우치 요시히로
- 스틸 - 오오타 요시하루
- 배급 - 쇼치쿠 미디어 사업부

### 수상과 노미네이트
| 상                               | 상                             | 노미네이트 대상 | 결과 |
| -------------------------------- | ------------------------------ | --------------- | ---- |
| 제39회 일본 아카데미상           | 신인 배우상                    | 노다 요지로     | 수상 |
| 제70회 마이니치 영화 콩쿠르      | 스포니치 그랑프리 신인상·남성  | 노다 요지로     | 수상 |
| 제70회 마이니치 영화 콩쿠르      | 스포니치 그랑프리 신인상·여성  | 스기사키 하나   | 후보 |
| 제40회 호치 영화상               | 신인상                         | 노다 요지로     | 후보 |
| 제25회 도쿄 스포츠 영화대상      | 조연 남우상                    | 릴리 프랭키     | 후보 |
| 제25회 도쿄 스포츠 영화대상      | 신인상                         | 스기사키 하나   | 후보 |
| 제7회 TAMA 영화상                | 최우수 신진 여우상             | 스기사키 하나   | 수상 |
| 제37회 요코하마 영화제           | 일본 영화 베스트 텐            | 화장실의 피에타 | 8위  |
| 제37회 요코하마 영화제           | 일본 영화 개인상 신인 감독상   | 마츠나가 타이시 | 수상 |
| 제37회 요코하마 영화제           | 일본 영화 개인상 최우수 신인상 | 스기사키 하나   | 수상 |
| 유바리 국제 판타스틱 영화제 2016 | 뉴 웨이브 어워드 여배우 부문   | 스기사키 하나   | 수상 |
| 오사카 시네마 페스티벌 2016      | 신인 여우상                    | 스기사키 하나   | 수상 |
| 제20회 신도 카네토상             | 은상                           | 마츠나가 타이시 | 수상 |
| 제13회 시네마 꿈 구락부 표창     | 추천 위원 특별상               | 마츠나가 타이시 | 수상 |
| 제14회 치바 시 예술 문화 신인상  | 신인상                         | 마츠나가 타이시 | 수상 |